# أندريا فوديرر
أندريا فوديرر Andrija Fuderer (ولد في 13 مايو 1931 في يوغسلافيا – ومات في 2 أكتوبر 2011 في بالاموس في كتالونيا في إسبانيا) لاعب شطرنج كرواتي بلجيكي يحمل لقب أستاذ كبير.

## إنجازات
- فاز ببطولة يوغسلافيا للشطرنج للشباب عام 1947.
- فاز ببطولة كرواتيا للشطرنج عام 1951.
- لعب باسم يوغسلافيا في أولمبياد الشطرنج ثلاث مرات.

## ألقاب
- منح لقب أستاذ دولي عام 1952، ولقب أستاذ كبير عام 1990.

## روابط خارجية
- أندريا فوديرر على موقع مباريات الشطرنج (الإنجليزية)
- أندريا فوديرر على موقع 365Chess.com (الإنجليزية)
- أندريا فوديرر على موقع Chesstempo.com (الإنجليزية)
- أندريا فوديرر سجل أولمبياد الشطرنج على موقع OlimpBase.org (الإنجليزية)